# Piquette (vin)
Pour les articles homonymes, voir Piquette.
Le terme piquette désigne un vin de table jugé de « basse qualité ». 

## Définition
La piquette était à l'origine un vin peu alcoolisé élaboré en faisant passer de l'eau sur le marc de raisin après son pressurage. L'eau issue du repressurage de ce marc de raisin se chargeait avec les restes d'alcool, d'anthocyanes colorantes et d'arômes, donnant un petit vin léger qui ne se conservait pas longtemps. Chez les Romains, cette piquette appelée lora était généralement servie chaude. Au Moyen Âge, cette pratique servait à abreuver les familles de vignerons avec ce vin rafraîchissant afin de vendre le bon vin et d'en tirer le plus grand bénéfice. Considéré comme un aliment reconstituant et nourrissant, la piquette entre dans la ration quotidienne du travailleur de force. Par contre, jusqu'au XVIIe siècle et le développement des grands crus, trop chers pour les paysans, il semble que, dans le monde rural, la consommation du même vin que celui de la table des maîtres était fréquente, caractérisant ainsi une certaine promotion sociale. 
Ce mode opératoire est interdit en France en 1945 selon les dispositions du code du vin mais reste autorisé dans certains pays de l'Union européenne pour autant que son utilisation soit réservée à « la distillation ou la consommation familiale du viticulteur individuel ». Ces dispositions françaises ont été abrogées en 2003. Pour autant, une interdiction similaire contenue dans les dispositions du code général des impôts demeure en vigueur.
En région parisienne, la piquette était un vin jeune et légèrement pétillant qui était notamment produit à partir des vignes de la colline de Belleville.
Le terme désigne aujourd'hui un vin jugé de « faible qualité ».